# Emerita
Emerita Scopoli, 1777 é um pequeno género de crustáceos decápodes da família Hippidae que escavam tocas na areia das praias marinhas e usam as suas antenas para se alimentarem por filtração.

## Espécies
São reconhecidas 10 espécies Desde 2010:
- Emerita analoga (Stimpson, 1857) – costas ocidentais das Américas
- Emerita austroafricana Schmitt, 1937 – sudoeste da África e Madagáscar
- Emerita benedicti Schmitt, 1935 – Golfo do México
- Emerita brasiliensis Schmitt, 1935 – Costa Leste da América do Sul (Nordeste)
- Emerita emeritus (Linnaeus, 1767) – sul e sudeste da Ásia
- Emerita holthuisi Sankolli, 1965 – oeste da Índia, Golfo Pérsico e Mar Vermelho
- Emerita karachiensis Niazi & Haque, 1974 – Paquistão
- Emerita portoricensis Schmitt, 1935 – Golfo das Caraíbas
- Emerita rathbunae Schmitt, 1935 –costa ocidental da América Central
- Emerita talpoida (Say, 1817) – costa leste da América do Norte

O Catalogue of Life permite elebirar o seguinte cladograma::

| Emerita | \| \| Emerita analoga \| \| \| \| \| \| Emerita benedicti \| \| \| \| \| \| Emerita portoricensis \| \| \| \| \| \| Emerita talpoida \| \| \| \| |
|         | \| \| Emerita analoga \| \| \| \| \| \| Emerita benedicti \| \| \| \| \| \| Emerita portoricensis \| \| \| \| \| \| Emerita talpoida \| \| \| \| |
|         | Hippa |
|         | |
|         | Emerita analoga |
|         | |
|         | Emerita benedicti |
|         | |
|         | Emerita portoricensis |
|         | |
|         | Emerita talpoida |
|         | |

|  | Emerita analoga       |
|  |                       |
|  | Emerita benedicti     |
|  |                       |
|  | Emerita portoricensis |
|  |                       |
|  | Emerita talpoida      |
|  |                       |